# Java Runtime Environment
Java Runtime Environment (сокр. JRE; рус. среда выполнения для Java) — минимальная (без компилятора и других средств разработки) реализация виртуальной машины, необходимая для исполнения Java-приложений. Состоит из виртуальной машины Java Virtual Machine и библиотеки Java-классов.
JRE распространяется свободно и для большинства платформ может быть загружена с сайта Oracle.
Средства разработки вместе с JRE входят в JDK.

## jucheck.exe
jucheck.exe (полное название Java Update Check) — процесс, периодически проверяющий и по желанию пользователя устанавливающий обновления для JRE в операционной системе Microsoft Windows. Процесс не критичен для работы самой ОС, но при его отключении JRE перестанет проверять обновления.